# 兰克斯
兰克斯（法語：Linxe，法語發音：[lɛ̃ks]）是法国朗德省的一个市镇，属于达克斯区。

## 地理
兰克斯（43°55'14"N, 1°14'48"W）面积80.93 平方千米，位于法国新阿基坦大区朗德省，该省份为法国西南部沿海省份，是法國本土面积第二大的省，北起吉倫特省，西临大西洋，南至大西洋比利牛斯省，东临热尔省，东北与洛特-加龍省接壤。
与兰克斯接壤的市镇（或旧市镇、城区）包括：卡斯泰茨、莱斯珀龙、莱维尼亚克、利特和米克斯、圣米歇尔-埃斯卡吕斯、维耶勒-圣日龙。
兰克斯的时区为UTC+01:00、UTC+02:00（夏令时）。

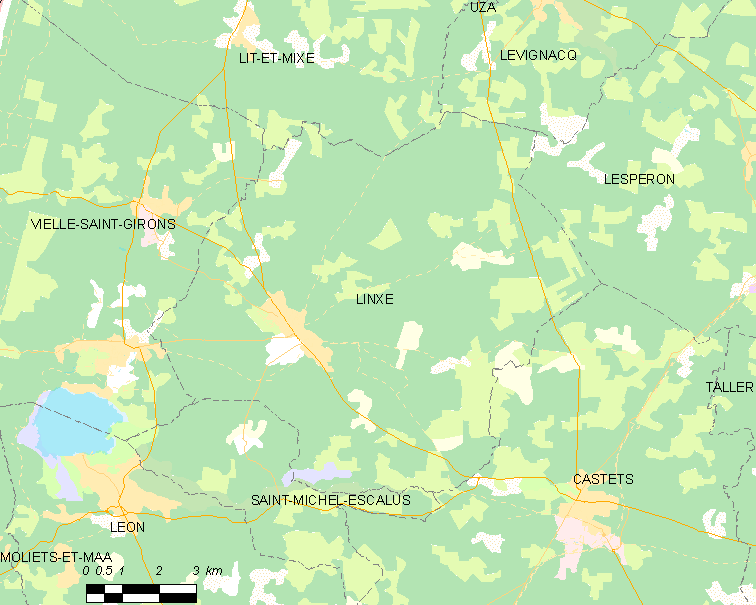
兰克斯的OSM定位图

## 行政
兰克斯的邮政编码为40260，INSEE市镇编码为40155。

## 政治
兰克斯所属的省级选区为银色海岸县。

## 人口

1962-2008年间兰克斯人口变化图示

兰克斯于2022年1月1日时的人口数量为1550人。